# Пьер-Шатель
Пьер-Шатель (фр. Pierre-Châtel) — коммуна во Франции, находится в регионе Рона — Альпы. Департамент коммуны — Изер. Входит в состав кантона Матезин-Триев. Округ коммуны — Гренобль.
Код INSEE коммуны — 38304. Население коммуны на 1999 год составляло 1202 человека. Населённый пункт находится на высоте от 888 до 1424 метров над уровнем моря. Муниципалитет расположен на расстоянии около 510 км юго-восточнее Парижа, 120 км юго-восточнее Лиона, 26 км южнее Гренобля. Мэр коммуны — Michel Senor, мандат действует на протяжении 2001—2008 гг.
Динамика населения (INSEE):